# Flisby
Flisby is een plaats in de gemeente Nässjö in het landschap Småland en de provincie Jönköpings län in Zweden. De plaats heeft 215 inwoners (2005) en een oppervlakte van 75 hectare.